# Arachniopsis sejuncta
Arachniopsis sejuncta là một loài rêu tản trong họ Lepidoziaceae. Loài này được (Ångström) R.M. Schust. mô tả khoa học lần đầu tiên năm 2000.